# Dolores, Lerdo
Dolores är en ort i Mexiko.   Den ligger i kommunen Lerdo och delstaten Durango, i den centrala delen av landet, 800 km nordväst om huvudstaden Mexico City. Dolores ligger 1 130 meter över havet och antalet invånare är 601.
Terrängen runt Dolores är platt österut, men västerut är den kuperad. Runt Dolores är det tätbefolkat, med 427 invånare per kvadratkilometer. Närmaste större samhälle är Gómez Palacio, 5,9 km öster om Dolores. Omgivningarna runt Dolores är i huvudsak ett öppet busklandskap.